# William A. Moffett
Pour les articles homonymes, voir Moffett.
William Adger Moffett (31 octobre 1869 – 4 avril 1933) est un amiral américain célèbre pour avoir participé à la création de l'aéronautique navale de l'US Navy.

## Biographie
Né à Charleston en Caroline du Sud, il finit ses études à l'Académie navale d'Annapolis en 1890.
Il perd la vie sur l'USS Akron lorsque le dirigeable, qui était alors le plus gros du monde, s'écrase au large des côtes du New Jersey le 4 avril 1933.
Il est enterré au cimetière national d'Arlington, aux côtés de sa femme Jeanette Whitton Moffett.